# Leptotrichus syrensis
Leptotrichus syrensis är en kräftdjursart som först beskrevs av Karl Wilhelm Verhoeff 1902.  Leptotrichus syrensis ingår i släktet Leptotrichus och familjen Porcellionidae. Inga underarter finns listade i Catalogue of Life.